# Kuli (rejon kuliński)
Kuli (ros. Кули) – wieś w Rosji, w Dagestanie, ośrodek administracyjny rejonu kulińskiego. W 2010 liczyła 3946 mieszkańców, głównie Laków.